# Pinocchio (phim 1940)
Pinocchio là một bộ phim hoạt hình Mỹ sản xuất vào năm 1940 bởi hãng Walt Disney, dựa trên tiểu thuyết Những cuộc phiêu lưu của Pinocchio của nhà văn Carlo Collodi. Đây là bộ phim thứ hai của hãng hoạt hình Walt Disney, sau phim Nàng Bạch Tuyết và bảy chú lùn.

## Nội dung

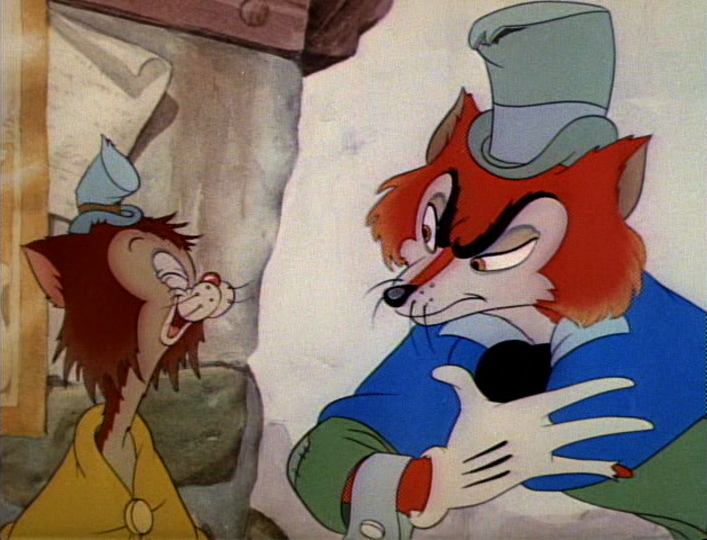
Hai nhân vật mèo Gideon và cáo Honest John trong phim.

Sau khi hát xong bài hát ghi dấu ấn cho bộ phim "When You Wish Upon a Star", dế Jiminy giải thích rằng anh sẽ kể lại một câu truyện về một điều ước sẽ trở thành sự thật. Câu chuyện của anh ấy bắt đầu tại xưởng Toscana của một thợ mộc tên Geppetto. Jiminy xem Geppetto hoàn thành một con rối bằng gỗ, tên của cậu bé gỗ là Pinocchio (cái tên mà chú mèo Figaro và chú cá Cleo của ông đều không thích). Trước khi đi ngủ, Geppetto hướng về các vì sao cầu nguyện cho chú bé gỗ Pinocchio sẽ trở thành một cậu bé thật sự. Trong đêm, Cô tiên xanh viếng thăm căn xưởng và mang đến sự sống cho Pinocchio, mặc dù hình dáng bên ngoài của cậu vẫn là một con rối. Cô tiên cho Pinocchio biết rằng cậu phải chứng minh được sự dũng cảm, thật thà, và tính cách không ích kỷ của mình, và sau đó cậu sẽ trở thành một cậu bé thật sự, và thừa nhận chú dế Jiminy là lương tâm của cậu.
Khi Geppetto phát hiện ra điều ước đã trở thành sự thật, ông cảm thấy tràn đầy thỏa mãn trong niềm vui sướng. Tuy nhiên, trên đường đến trường, Pinocchio bị lạc lối bởi sự dụ dỗ của Cáo Honest John và người đồng hành của mình, Mèo Gideon, bọn chúng thuyết phục cậu tham gia kịch múa rối Stromboli. Bỏ qua lời phản đối của dế Jiminy, Pinocchio trở thành ngôi sao thu hút của Stromboli, là một con rối biết hát và nhảy mà không có dây điều khiển, cùng biểu diễn là con rối hình cô gái Hà Lan, vũ nữ gợi cảm với vũ điệu Pháp Cancan. Tuy nhiên, khi Pinocchio muốn về nhà lúc trời tối, Stromboli đã nhốt cậu trong một cái lồng chim. Lúc Jiminy đến, nhưng vẫn không thể mở được chiếc lồng. Cô tiên xanh đã xuất hiện khi đó, và hỏi cậu tại sao lại không đến trường. Dế Jiminy khuyên bảo cậu nên nói sự thật, nhưng thay vào đó cậu lại nói dối, điều này làm chiếc mũi của cậu dài hơn và dài hơn. Pinocchio thề rằng cậu sẽ trở thành một cậu bé ngoan kể từ bây giờ, và Cô tiên đã biến mũi cậu trở lại hình dạng ban đầu và đưa họ ra khỏi chiếc lồng, cùng lời cảnh báo đây là lần cuối cùng cô có thể giúp cho cậu.
Trong khi đó, ngang qua thị trấn, Honest John và Gideon gặp người đánh xe hứa rằng sẽ trả cho chúng một khoản tiền lớn nếu chúng có thể tìm được những cậu bé ngu ngốc, ham chơi để ông có thể đưa bọn trẻ đó đến Đảo khoái lạc. Khi chạm trán với Pinocchio đang trên đường về nhà, chúng đã thuyết phục cậu cần một chuyến đi chơi ở đó. Trên đường đến hòn đảo Niềm Vui, cậu kết bạn với Lampwick, là một kẻ phạm tội. Không có các quy tắc và sự cho phép để bắt ép các hành động của họ, Pinocchio cùng các cậu bé khác thả thích hút thuốc lá, chơi bài, phá hoại và say rượu, những điều này làm cho chú dế Jiminy hoảng hốt. Sau đó, trong khi cố gắng tìm cách trở về nhà, Jiminy đã phát hiện ra hòn đảo này đang che giấu một lời nguyền ghê gớm: những cậu bé được mang đến Đảo Niềm Vui đều biến thành những con lừa, sau đó những kẻ buôn sẽ bán chúng làm nô lệ lao động. Jiminy trở lại để cảnh báo cho Pinocchio biết, nhưng chỉ khi thấy Lampwick trở thành một con lừa sợ hãi; Pinocchio bắt đầu trốn thoát với một phần thân thể đã biến đổi.
Khi trở về nhà, Pinocchio và Dế Jiminy chỉ thấy một căn xưởng trống rỗng. Họ đã phát hiện (thông qua tin nhắn được gửi bởi Cô tiên xanh) ra Geppetto đang mạo hiểm tìm Pinocchio, nhưng bị một con cá voi khổng lồ nuốt chửng, có tên là Monstro, và hiện tại đang sống trong bụng của nó. Nhận sứ mệnh giải cứu cha mình, Pinocchio nhảy xuống biển cùng với sự hợp sức của Jiminy. Pinocchio sau đó cũng bị nuốt bởi Monstro, cậu được đoàn tụ với cha Geppetto. Pinocchio nghĩ ra một kế hoạch làm Monstro hắt hơi, tạo cơ hội cho họ trốn thoát. Đúng theo như kế hoạch, cơn hắt hơi đã đem họ thoát ra ngoài nhưng đã chọc giận Monstro, nó đuổi theo và phá hủy chiếc bè của họ. Pinocchio đã đưa Geoppetto đến nơi an toàn trong hang trước khi nó bị Monstro đập đổ. Họ đều bị trôi dạt đến phía bên của bãi biển. Geppetto, Figaro, Cleo, và Jiminy sống sót, nhưng Pinocchio lại nằm bất động úp mặt vào cơn thủy triều. Về nhà, mọi người đều đau buồn cho sự ra đi của cậu. Tuy nhiên, Cô tiên xanh quyết định rằng Pinocchio đã chứng minh được lòng dũng cảm, thật thà, và tính không ích kỷ, có nghĩa rằng cậu sẽ được phục sinh thành một cậu bé con người thật sự (chiếc tai lừa và đuôi đều biến mất), mọi người đều vui mừng vì điều đó. Jiminy bước ra ngoài và cảm ơn cô tiên, và được thưởng cho một huy hiệu bằng vàng xác nhận Jiminy là một lương tâm chính thức.

## Diễn viên lồng tiếng
- Dickie Jones vai Pinocchio
- Cliff Edwards vai Jiminy Cricket
- Christian Rub vai Ông Geppetto
- Walter Catlett vai Cáo "Honest" John Worthington Foulfellow
- Mel Blanc vai Mèo Gideon
- Charles Judels vai Stromboli
- Evelyn Venable vai Cô tiên xanh
- Frankie Darro vai Lampwick
- Thurl Ravenscroft vai Cá voi Monstro

## Nhạc phim
Bài hát nổi bật nhất trong phim là "When You Wish Upon a Star".
Ngoài ra còn có: 
- "Little Wooden Head"
- "Give a Little Whistle"
- "Hi-Diddle-Dee-Dee"
- "I've Got No Strings"